# Albert Oehlen
Albert Oehlen (1954, en Krefeld, Renània del Nord-Westfàlia) és un artista alemany contemporani.

## Biografia
Oehlen va estudiar amb Sigmar Polke a Hamburg als anys setanta. Es va formar a l'Escola Superior de Belles Arts d'aquesta ciutat entre 1978 i 1981. Va rebre formació com a publicista. Va aparèixer a l'escena de l'art contemporani a principis dels anys vuitanta al si d'una generació d'artistes com Martin Kippenberger, Georg Herold o Werner Büttner, que és particularment crítica a la ideologia dominant a la seva època. Se'l associa amb l'ambient artístic de Colònia. Ha estat membre del Lord Jim Lodge juntament amb Martin Kippenberger, entre d'altres.
Oehlen ha mostrat la seva obra en moltes exposicions internacionals.
Actualment viu entre Colònia i La Palma. És germà de l'artista Markus Oehlen.

## Obra
La seva obra s'emmarca dins del moviment neoexpressionista alemany, anomenat Neue Wilde. Les seves primeres obres són llenços de grans dimensions. Hi exercia una forta crítica social. La seva obra, com la del seu germà Markus, Büttner o Kippenberger, té una certa agressivitat que l'allunya de la utopia política..
Posteriorment va anar evolucionant cap a l'abstracció, pintant els seus primers quadres abstractes a finals dels anys vuitanta. En alguns dels seus quadres hi pinta temes figuratius sobre fotografies. També ha realitzat quadres dissenyats per ordinador.